# إدوارد ك. ووكر
إدوارد ك. ووكر (بالإنجليزية: Edward C. Walker)‏ هو سياسي أمريكي، ولد في 14 يونيو 1837، وتوفي في 18 يوليو 1903. حزبياً، نشط في الحزب الجمهوري. وقد انتخب عضو جمعية ولاية نيويورك وانتخب عضو مجلس ولاية نيويورك.